# Campeonato Mundial de Curling Femenino de 2021
El XLIII Campeonato Mundial de Curling Femenino se celebró en Calgary (Canadá) entre el 30 de abril y el 9 de mayo de 2021 bajo la organización de la Federación Mundial de Curling (WCF) y la Federación Canadiense de Curling.
Las competiciones se realizaron en la WinSport Arena de la ciudad canadiense.

## Tabla de posiciones
| Pos | Equipo          | G  | P  | G–P |
| --- | --------------- | -- | -- | --- |
| 1   | Suiza           | 12 | 1  | –   |
| 2   | RCF             | 11 | 2  | –   |
| 3   | Suecia          | 10 | 3  | –   |
| 4   | Dinamarca       | 8  | 5  | –   |
| 5   | Estados Unidos  | 7  | 6  | 2–0 |
| 6   | Canadá          | 7  | 6  | 1–1 |
| 7   | Corea del Sur   | 7  | 6  | 0–2 |
| 8   | Escocia         | 6  | 7  | 1–1 |
| 9   | Alemania        | 6  | 7  | 1–1 |
| 10  | China           | 6  | 7  | 1–1 |
| 11  | Japón           | 5  | 8  | –   |
| 12  | República Checa | 3  | 10 | –   |
| 13  | Italia          | 2  | 11 | –   |
| 14  | Estonia         | 1  | 12 | –   |

## Cuadro final
|  | Clasif. a semifinales | Clasif. a semifinales |                |   | Semifinales | Semifinales  |                |       | Final  | Final |  |
|  |                       |                       |                |   |             |              |                |       |        |       |  |
|  |                       |                       |                |   |             |              |                |       |        |       |  |
|  |                       |                       |                |   |             |              |                |       |        |       |  |
|  |                       |                       |                |   |             |              |                |       |        |       |  |
|  |                       |                       |                |   |             |              |                |       |        |       |  |
|  |                       | Suiza                 | 7              |   |             |              |                |       |        |       |  |
|  |                       |                       | 7              |   |             |              |                |       |        |       |  |
|  |                       |                       | Estados Unidos | 3 |             |              |                |       |        |       |  |
|  | Dinamarca             | 7                     | Estados Unidos | 3 |             |              |                |       |        |       |  |
|  | Dinamarca             | 7                     |                |   |             |              |                |       |        |       |  |
|  | Estados Unidos        | 8                     |                |   |             |              |                |       |        |       |  |
|  | Estados Unidos        | 8                     |                |   |             |              |                | Suiza | 4      |       |  |
|  |                       |                       |                |   |             |              |                | Suiza | 4      |       |  |
|  |                       |                       | RCF            | 2 |             |              |                |       |        |       |  |
|  |                       |                       | RCF            | 2 |             |              |                |       |        |       |  |
|  |                       |                       |                |   |             |              |                |       |        |       |  |
|  |                       |                       |                |   |             |              |                |       |        |       |  |
|  |                       | RCF                   | 8              |   |             | Tercer lugar | Tercer lugar   |       |        |       |  |
|  |                       |                       | 8              |   |             | Tercer lugar | Tercer lugar   |       |        |       |  |
|  |                       |                       | Suecia         | 7 |             |              |                |       |        |       |  |
|  | Suecia                | 8                     | Suecia         | 7 |             |              | Estados Unidos | 9     |        |       |  |
|  | Suecia                | 8                     |                |   |             |              | Estados Unidos | 9     |        |       |  |
|  | Canadá                | 3                     |                |   |             |              |                |       | Suecia | 5     |  |
|  | Canadá                | 3                     |                |   |             |              |                |       | Suecia | 5     |  |
|  |                       |                       |                |   |             |              |                |       |        |       |  |

## Medallistas
| Evento   | Oro                                                                                               | Plata                                                                                              | Bronce                                                                                 |
| -------- | ------------------------------------------------------------------------------------------------- | -------------------------------------------------------------------------------------------------- | -------------------------------------------------------------------------------------- |
| Femenino | Suiza · Alina Pätz · Silvana Tirinzoni · Esther Neuenschwander · Melanie Barbezat · Carole Howald | RCF · Alina Kovaliova · Yuliya Portunova · Galina Arsenkina · Yekaterina Kuzmina · Mariya Komarova | Estados Unidos Tabitha Peterson Nina Roth Rebecca Hamilton Tara Peterson Aileen Geving |